# Abdulaziz Abdui Atafi
Abdulaziz Abdui Atafi (arabisch عبد العزيز عبدوي عطافي, DMG ʿAbd al-ʿAzīz ʿAbdawī ʿAṭāfī; * 2. Dezember 2001) ist ein saudischer Leichtathlet, der sich auf den Sprint spezialisiert hat. Aktuell ist er Inhaber des Landesrekordes im 200-Meter-Lauf.

## Sportliche Laufbahn
Erste internationale Erfahrungen sammelte Abdulaziz Abdui Atafi im Jahr 2023, als er bei den Westasienmeisterschaften in Doha in 20,98 s die Silbermedaille im 200-Meter-Lauf hinter dem Katarer Femi Ogunode gewann. Anschließend siegte er bei den erstmals ausgetragenen Arabischen U23-Meisterschaften in Tunis in 21,10 s über 200 Meter sowie in 40,93 s auch mit der saudi-arabischen 4-mal-100-Meter-Staffel. Im Juni kam er bei den Arabischen Meisterschaften in Marrakesch über 200 Meter nicht ins Ziel und anschließend belegte er bei den Asienmeisterschaften in Bangkok in 20,74 s den sechsten Platz. Im Oktober schied er dann bei den Asienspielen in Hangzhou mit 21,14 s im Halbfinale über 200 Meter aus und verpasste mit der Staffel mit 40,34 s den Finaleinzug. Bei den World Athletics Relays 2024 in Nassau trat er mit er 4-mal-100-Meter-Staffel an und verpasste dort eine mögliche Qualifikation für die Olympischen Spiele in Paris. Anschließend siegte er in 20,62 s über 200 Meter bei den Westasienmeisterschaften in Basra. Im Jahr darauf siegte er bei den Arabischen Meisterschaften in Oran in 10,21 s im 100-Meter-Lauf sowie in 20,32 s auch über 200 Meter und gewann mit der 4-mal-400-Meter-Staffel in 3:13,75 min die Silbermedaille hinter dem algerischen Team. Kurz darauf verbesserte er den saudi-arabischen Landesrekord über 200 Meter auf 20,14 s und Ende Mai gewann er bei den Asienmeisterschaften in Gumi in 20,31 s die Silbermedaille über 200 Meter hinter dem Japaner Towa Uzawa.
In den Jahren 2024 und 2025 wurde Atafi saudi-arabischer Meister im 200-Meter-Lauf sowie 2025 auch über 100 Meter.

## Persönliche Bestzeiten
- 100 Meter: 10,13 s (+0,9 m/s), 16. Mai 2025 in Ta'if
- 200 Meter: 20,14 s (+1,8 m/s), 17. Mai 2025 in Ta'if (saudi-arabischer Rekord)